# 우창 봉기

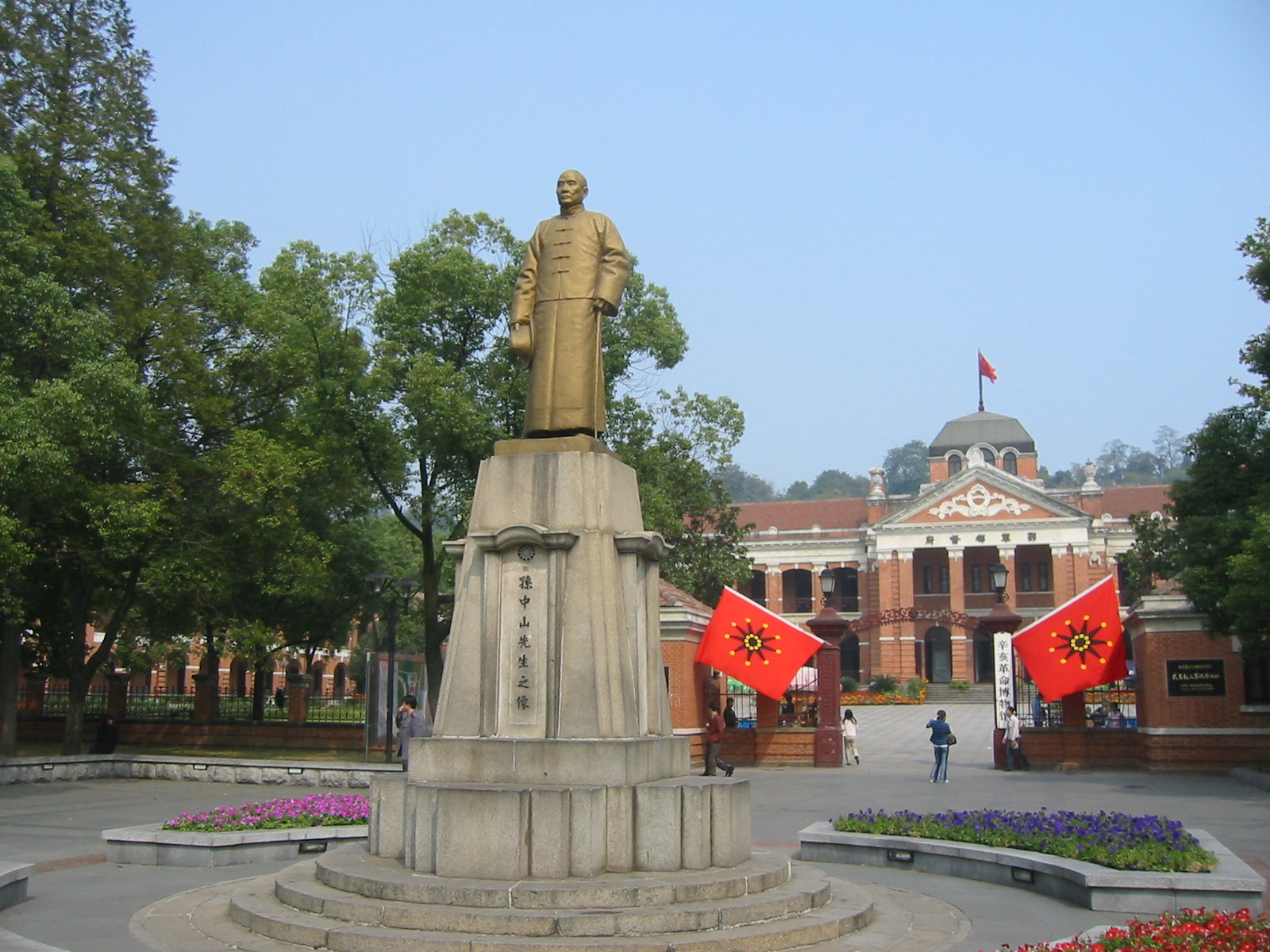
우창에 있는 쑨원의 동상. 이 자리는 우창봉기 당시 ‘호북 군정부’가 수립되었던 자리로 동상 뒤에 보이는 건물은 현재 신해혁명 기념박물관이다.

우창봉기 당시 혁명군이 사용했던 깃발인 십팔성기.

우창/무창 봉기(武昌蜂起, 영어: Wuchang Uprising) 또는 우창/무창 기의(중국어 간체자: 武昌起义, 정체자: 武昌起義, 병음: Wǔchāng Qǐyì 우창치이[*])는 1911년 10월 10일 중국 후베이성 우창(武昌, 무창)에서 일어난 봉기로 청조(淸朝)를 무너뜨리고 중화민국을 세운 신해혁명의 시작점이 된 봉기를 말한다.

## 배경
1900년, 청나라 정부는 군대를 현대화하여 이른바 "신군(新軍)"을 창설하고 현대식 장비로 무장시키고 훈련시킨다. 당시 우창은 현대식 군사산업이 발달한 도시로 이 현대화된 신군을 위한 현대적 무기들이 많이 만들어내고 있었다. 이때 우창에 주둔하던 신군 사이에 쑨원의 혁명이념이 많이 퍼졌으며 병사들은 혁명 조직에 많이 가담하고 있었다.

### 우한과 우창의 혁명운동
우한은 장강 중류에 위치한 곳으로 당시 수륙 교통의 중심지였다. 이곳은 서구열강이 중국을 침략하는 주요 거점이자 청 정부의 통치 중심지였을 뿐만 아니라 자산계급 혁명당이 활발히 활동하는 지역이었다. 1904년, 우한 최초의 혁명단체인 과학보습소가 설립되었고 뒤이어 일지회, 문학사, 공진회 등이 차례로 건립되었다. 그 가운데 공진회와 문학사의 활동이 컸는데, 공진회는 1907년 8월 일본에서 각 성의 동맹회 회원들이 조직한 것으로 이들은 혁명의 중심으로 화남 지역에 두고 있는 쑨원의 활동에 다소 불만을 갖고 혁명의 중심을 장강 유역에 두고자 하였다. 1908년에 쑨우(孫武) 등이 차례로 귀국하여 1909년 4월에 한커우 프랑스 조계에서 공진회 악(호북)부총회를 설립하고 우창에 분회를 설치하였다. 그리고 장강 중하류의 회당(會黨)과 연락하여 '중화산'(中華山)을 조직하였다.
문학사(文學社)는 호북의 동맹회가 신군의 사병들 사이에서 발전시킨 하나의 혁명조직 단체였다. 1906년 일지회(日知會)가 해산되고, 1908년에 '군대동맹회'를 조직하였다가 이를 '군치학사'(君治學社)로 개조하였다. 이들은 처음에 군대 안에서 활동을 전개하였으나 회당과도 연락하였으며 그 조직도 대단해 잘 되어 있었고 행동도 신중하였다. 1910년 9월에 군치학사의 기초 위에 '진무학사'(振武學社)를 조직하여 회원이 1천 명에 가까웠다. 그런데, 그 활동이 상부에 보고되어 주요간부들은 제대 조치되어 공백이 되어버렸다. 이에 장이우,유복기 등이 사무(社務)를 맡아 주축이 되어 안전을 도모하기 위하여 '문학을 연구하는 단체'라는 이름을 표방하여 '문학사'로 고쳤다. 이들은 1911년 초에 정식으로 성립되어 손문의 혁명주장을 옹호하면서 신군안으로 계속 발전하였으며 또한 학계와도 연락하고 《대강보》를 통하여 혁명을 선전하였다.
공진회와 문학사의 활동목표가 거의 비슷하고 활동무대도 같은 신군 안이었다. 1911년에 호북 성에 주둔하고 있던 신군 안에 공진회와 문학사 두단체의 회원은 합해서 5~6000명으로 신군의 1/3을 차지하였다. 이리하여 우창 봉기가 일어나기 전에 신군의 3분의 1 가량의 사병이 혁명군에 참가하여 봉기의 주력 부대가 되었다. 이무렵 '황화강 사건'이 실패했을 때, 이들 두 단체들은 서로 연합하여야 할 필요성을 절감하고 5월 11일에 대표들이 함께 회의를 열어 연합 문제를 토의하였다.
바로 이러한 때에 쑹자오런, 담인봉, 천치메이 등이 7월 31일에 상하이에서 중국동맹회 중부총회를 성립시켰다. 목적은 장강 유역에서 적극적으로 혁명을 일으키기 위한 것이다. 이들은 각계와 연락하여 호남분회(湖南分會)를 조직하였다. 그리고 한휘분회(安徽分會)의 조직을 준비하면서, 후베이성 지역에 중점을 두기로 하였다. 이를 위하여 담인봉을 호북에 파견하기로 하고, 거정에게 공진회와 문학사를 연합해 호북분회를 조직하는 일을 맡겼다.

## 봉기

### 봉기의 전야

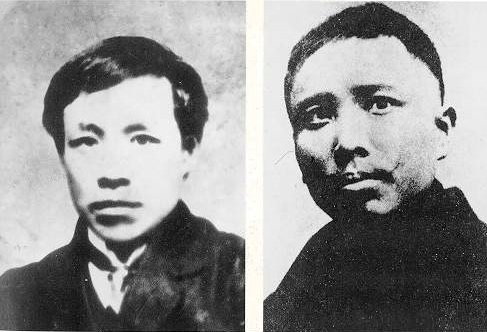
장이우(왼쪽)와 쑨우(오른쪽). 이들은 각각 문학사와 공진회를 이끌었던 동맹회 회원 혁명파로 우창봉기를 계획했었으나, 사전에 발각되었다.

쓰촨 성의 사태가 급해지자 청조에서는 호북의 신군(新軍)을 쓰촨으로 파견하여 이를 진압하도록 하였다. 따라서 당시 우창에는 일부의 신군만 남아있게 되어 혁명파들에게는 좋은 기회를 주었다. 당시 우창에는 이미 혁명당인 공진회(共進會)와 문학사(文學社)가 활동하고 있어서 신군 안에 혁명 사상을 전파하고 있었으며, 또한 1911년 7월에 쑹자오런을 중심으로 중국동맹회 중부총회가 성립되어 우창으로 사람을 보내 이들 단체들과 연합하고 있었다.
1911년 가을 무렵에 이르면 우창의 신군 15,000명 가운데 1/3규모에 해당하는 5,000여 명의 신군이 혁명파에 가담한 상태가 된다. 그 해 9월 문학사와 공진회는 연석 회의를 개최하고 통합 지휘부를 설립했다. 그리고 문학사 지도자인 장이우(蔣翊武)가 총사령관으로, 공진회 회장 쑨우(孫武)가 참모장으로 추천되었다. 그들은 헌장을 제정하고 깃발을 만들고 폭탄을 제조하는 등 봉기에 필요한 준비 작업 및 계획에 들어갔다. 그리고 상하이에 사람을 보내 쑹자오런, 황싱을 우창으로 오도록 하여 봉기 후 각 성과의 연락 계획을 수립하였으며, 추석인 10월 16일에 봉기하기로 날짜를 정했다.

### 10월 9일
그러나 10월 9일 한커우의 러시아 조계 안에서 봉기에 필요한 폭탄을 만들다 화약이 폭발하여 봉기를 위하여 준비하였던 기치, 선언, 명단 등이 적발되었다. 따라서 이를 준비하던 사람이 체포되어 다음 날 처형되고 계엄령 아래 명단에 있는 사람들이 체포당하게 되었다. 한편 강을 사이에 둔 우창에서는 임시 총사령관인 장이우의 주재 아래 청군 내부의 동지들이 모여 협의 하던 중 폭발 사고 소식을 들었다. 혁명동지들이 체포되고 명단까지 입수되었다는 소식에 동지들은 서둘러 봉기할 수 밖에 없었다. 임시 총사령관 징이우는 혁명동지들을 돌아보며 비장한 각오로 다음과 같은 명령을 내렸다.

- 오늘밤 12시를 기해 일제히 봉기한다.
- 기율을 엄수하고 동족이나 외국군에 대해서는 철저히 보호하라.
- 각군은 중화성 포성을 신호로 일제히 각자의 임무 수행한다.

혁명파의 봉기 낌새를 알아차린 호광총독 서징은 더욱 경계를 강화하면서 거리마다 검문을 철저히 하였다. 이로 인해 혁명군의 명령이 제대로 전달되지 못했고 포성도 울리지 않았다. 그리고 서징은 체포한 신군 장교 3명들을 참수하는 등 '우한 3진'의 거리는 긴장을 감돌았다.

### 10월 10일

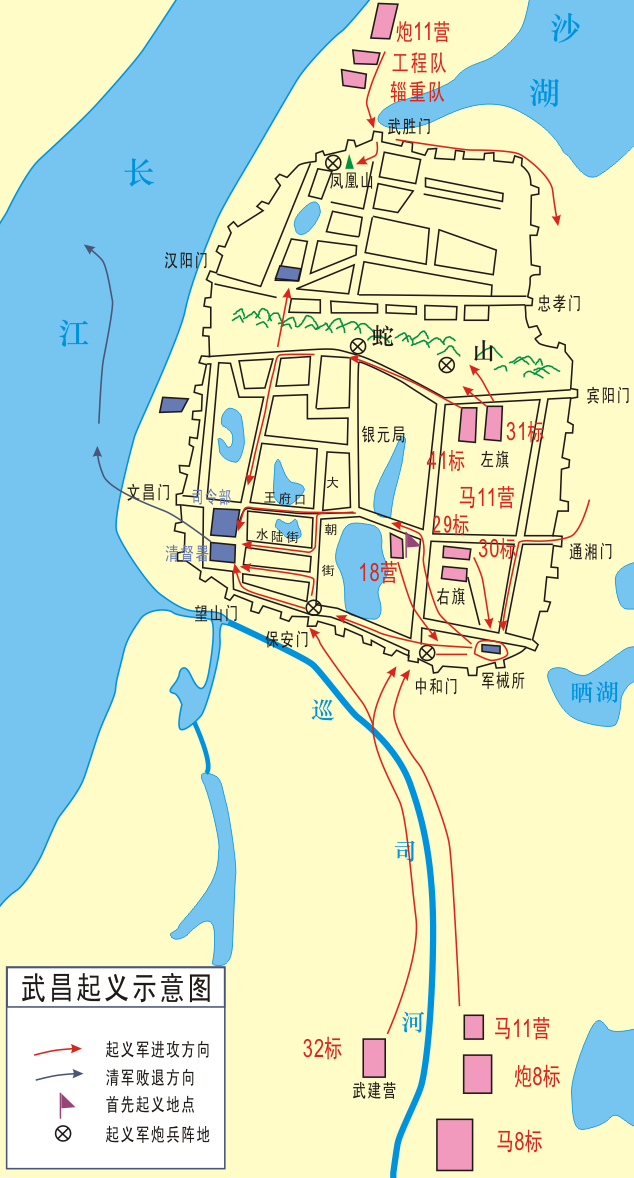
우창봉기 당시 우창성 지도. 빨간색 화살표는 봉기를 일으킨 혁명군, 파란색 화살표는 청군이다.

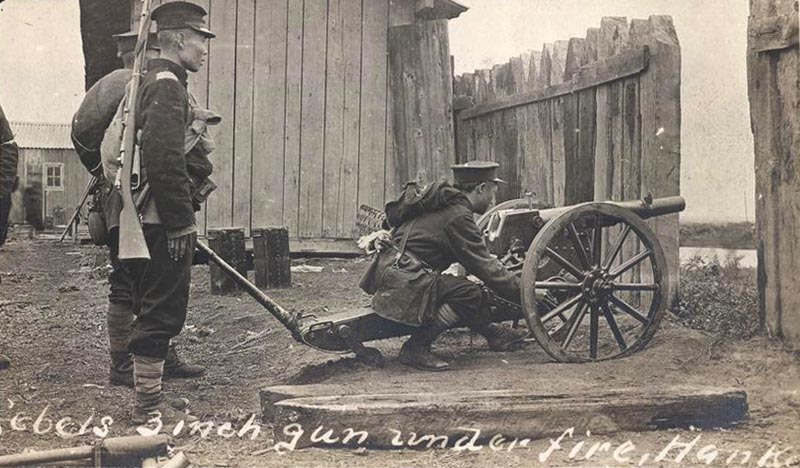
봉기를 일으킨 신군(新軍) 포병들.

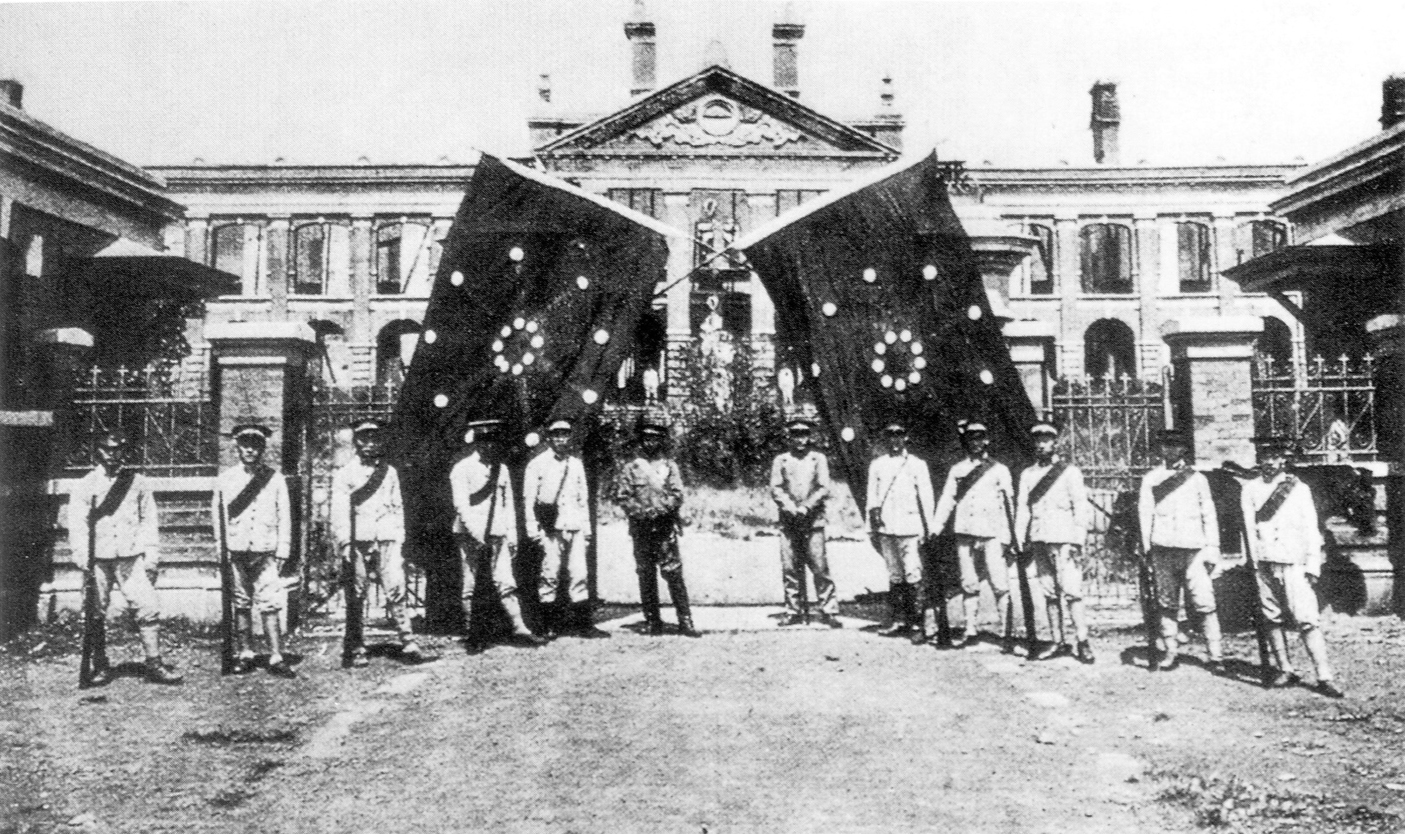
1911년 10월 11일 ‘호북 군정부’ 수립. 공화혁명으로 가장 먼저 수립된 호북 군정부는 청조의 고위장교였던 리위안훙을 군정부 도독으로 선출하였다.

10월 10일 아침이 되자, 우창의 거리는 온통 혁명파 색출 군경들로 거리를 메웠다. 혁명파는 동지 간에 연락도 두절되어 어려움을 겪고 있었다. 우창 시내에 공병 제8영에 임시총사령부로부터 전날 5시에 발송된 봉기 명령이 전달된 것은 10일 아침이었다. 공병 제8영의 책임자 슝빙쿵(웅병곤)은 동지들에게 이같은 사실을 알리고 각 부대와 연락하는 것이 문제였다. 특히 주력인 성 밖의 포병 부대에 대한 정보가 없어 애를 태웠다. 봉기는 오후 3시로 정했지만 연락에 시간이 걸려 오후 7시 이후로 연기되었다. 약속시간이 되자 마침내 혁명을 알리는 신호 포성이 우창 거리를 뒤흔들었다. 혁명군은 기민하게 움직였고 웅병곤은 40명의 동지들을 거느리고 같이 우창대의 무기고로 돌진하였다.
이와 때를 같이하여 우창성 밖 '당각'에 있던 제21혼성여단의 제11연도 봉기에 호응하여 이붕승의 지휘 아래 건초 더미에 불을 질러 궐기의 봉화를 올렸다. 성안에서는 제29표의 체제민이 봉기에 가담하여 웅병곤 부대와 같이 무기고를 습격하여 손쉽게 무기를 탈취할 수 있었다. 초망대 무기고에는 독일제 7.9mm 마우저총 1만여 정, 일본제 6.5mm 보병 소총 1만 5천 정, 한양병공창 제조 6.5mm 단구총 수만 정, 탄환, 포탄 등 다량 보관되어 있었다. 혁명군은 무장을 갖춘 무장 부대로 탈바꿈하였다.
최신 무기로 무장한 혁명군은 '사산'의 초망대에 포병진지를 구축하고 성 밖 '남호'에 있는 포병 제8표에 연락하여 급히 성내로 진격하도록 하였다. 이들 혁명군 중에는 대부대를 지휘한 경력있는 인물이 없어 지휘에 어려움을 겪고 있다가 숨어있던 초망대 대대관 오조린을 찾아내어 협조를 부탁했다. 그러나 그는 반응이 없었고 비협조적인 태도를 취하자 혁명군 간부들이 협박하여 지휘관으로 추대하여 지휘토록했다. 그러나 오조린은 처음에는 부정적으로 머뭇거리다가 혁명군의 무기와 탄약, 그리고 동조 세력의 규모를 보고 마음을 바꾸어 혁명군을 지휘하게 되었다.
오조린의 명령을 받은 혁명군은 헌병영을 공격하여 손쉽게 점령하였고 기회를 보고 있던 청군 병사들이 속속 혁명군으로 모여 급기야 약 2천명으로 불어났다. 혁명군은 오조린의 형 오조기가 청군측에서 보낸 순찰 임무를 띠고 방문했다가 동생이 혁명군에 가담한 것을 알고 그의 도움으로 청의 수뇌부를 속이고 난 뒤, 혁명군은 제30표를 돌파하고 오후 10시 30분 경에는 호광총독 서징의 관저를 공격하기 시작하였다. 호광총독 서징은 격렬한 공격을 퍼붓는 혁명군의 기세를 보고 전세가 불리하다고 판단하여 측근들만 데리고 관저 뒷문으로 빠져나와 성 밖으로 탈출, 장강에 정박중인 '초예호'에 올라 한커우로 도주하여 한커우 근방 장강(앙쯔강)에 정박 중이던 영국 군함 뒤에 선체를 숨겼다. 서징은 평소 영국인과 교류를 통해 '만약의 사태시 영국군함의 도움'을 약속받았다. 그러나 영국인과 약속되었던 약속을 믿고 영국 영사에게 군함의 지원 사격을 요청하였으나 영국 영사는 '국제적인 분쟁을 일으킬 염려가 있다'는 이유로 지원을 거절하였다.
호광총독 관저를 수비하던 청군은 총독이 도망쳤다는 사실을 알게 된 후 바로 전의를 상실하고 도망치기 시작했다. 혁명군이 총독 관저에 불을 지르자 불은 거세게 타오르며 우창의 밤하늘을 붉게 비추었고 이를 본 청군은 앞을 다투어 도망쳤다. 우창의 밤하늘에 솟구치는 불꽃을 앙쯔강 대안의 초예호 함상에서 바라본 호광총독 서징은 '증원군을 급파해 달라'는 전문을 청국 조정에 타전하였다.

### 10월 11일

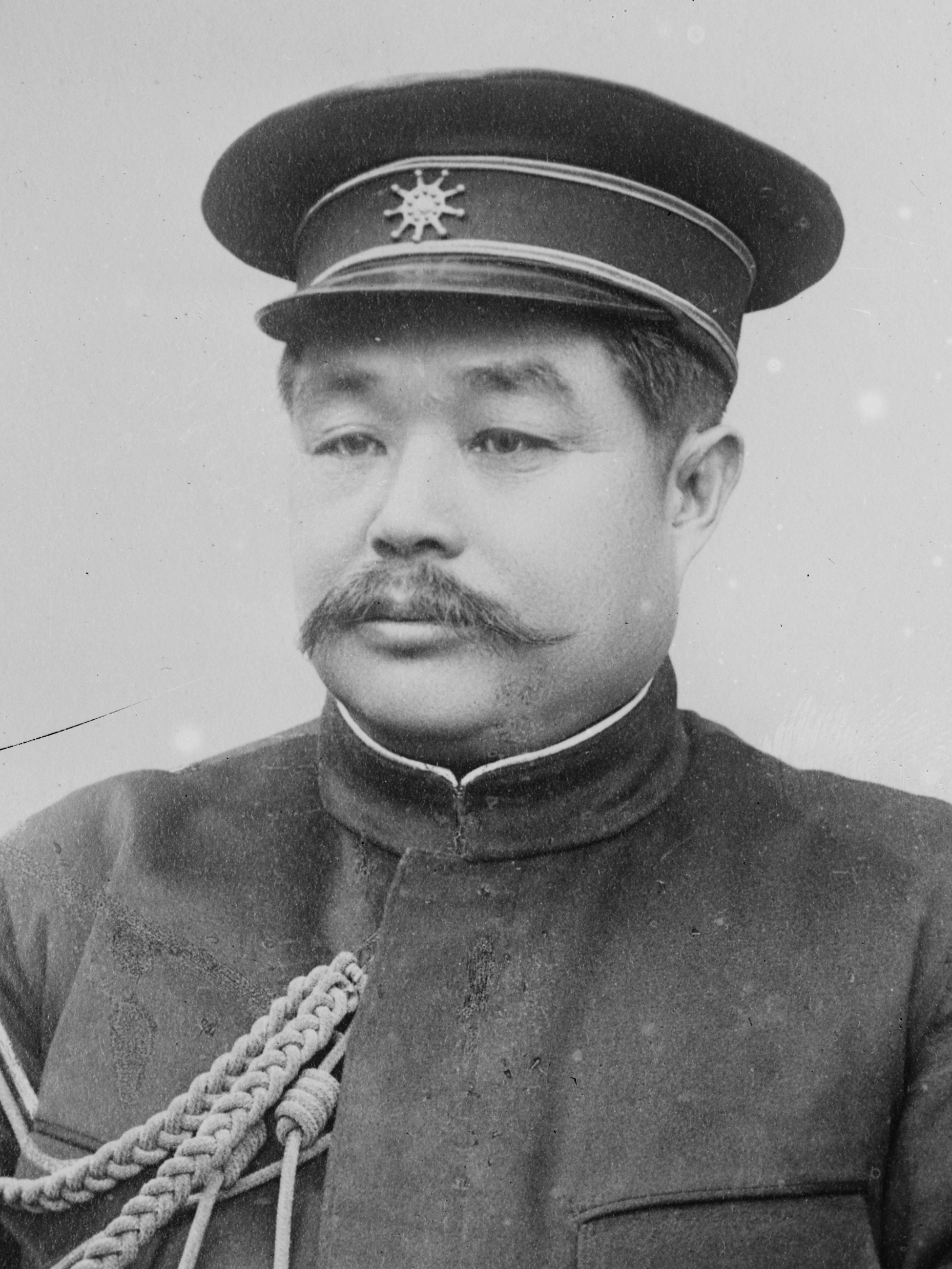
호북군정부 도독으로 선출된 리위안훙.

10월 11일 새벽까지는 우창 시내의 주요 지대가 거의 혁명군에 의해 장악되었고 최후까지 저항하던 '사산' 북쪽의 번서(경찰서)도 포병의 지원을 받은 혁명군에 박살나고 말았다. 우창 시내의 청국 관리들은 모두 도망쳐 그림자도 찾을 수 없었고 모든 관공서가 혁명군의 수중에 들어왔다. 하룻밤 사이에 우창 봉기가 성공한 것이다.
혁명군은 ‘호북 군정부’를 수립했다. 우창 봉기가 성공하였으나 혁명군을 지휘할만한 지도자가 없었다. 그들은 토의 끝에 21혼성 여단장인 리위안훙을 찾아내어 위협을 가하서라도 도독에 추대하기로 결정하였다. 혁명군은 혁명파와는 관계가 없는 신군의 여단장 리위안훙을 군정부의 도독으로 선출했다. 그리고 그 날 밤에 한양(漢陽)을, 다음 날 10월 12일 아침에 한커우를 함락하여 이른바 ‘우한 3진’(武漢三鎭)을 확보하였다. 우창봉기의 성공은 혁명에 지식인,학생이 주도한 것이 아니라 신군이 가담하여 군사적으로 힘을 얻었기 때문이다.

### 우창봉기의 여파
우창봉기의 성공은 곧바로 전국을 급격한 혁명의 소용돌이로 몰아넣었다. 호북 성의 우창봉기 이후 약 40여일 사이에 산시성 등의 북방 2성과 윈난성, 구이저우성, 장쑤성등 남방 14개 성(省)이 독립을 선포하고 혁명군에 동참하였다.
그러나 쑨원 자신은 해외에서의 혁명 원조를 요청하기 위해 미국을 방문 중이서 직접적으로 이 봉기에 영향을 미치지는 않았다. 그는 미국에서 신문을 보고 봉기의 사실을 알았는데 봉기가 일어나 지역이 만주족에 대한 반감이 심한 지역임을 알고 이를 이용해 반청운동의 기폭제로 삼고자 했다.

## 같이 보기
- 신해 혁명
- 신건육군
- 보로운동

## 주해
1. ↑  우창 봉기가 일어나기 전에 중국동맹회의 지도자 가운데 한 사람인 쑹자오런은 1911년 7월 상하이에 동맹회 중부총회를 결성했었고, 호북 지방의 혁명파 청년지식인들도 우창의 신군병사들에게 혁명사상을 선전하면서 신군 내부에 공진회,문학사 등의 혁명단체를 설립해 비밀리에 활동했었다. - 《세계각국사 중국사 (하)》 참고
2. ↑  10월 9일에 쑨우가 러시아 조계 안에 있는 공진회에서 폭탄을 만들다가 부주의로 화약이 폭발하여 얼굴에 화상을 입고 입원하는 사태가 발생하였다. 러시아 조계 순찰은 폭발소리를 듣고 혁명회 동지 30며을 일망타진하였다. 이어 러시아 조계 경찰은 수색하여 봉기를 위하여 준비하였던 기치,도장,선언문,명단 등을 찾아내 청조 당국에게 넘겼다. - 《중국근현대사: 근대중국 개혁과 혁명)(하)》 참고.
3. ↑  리위안훙은 평소 혁명에 소극적인 태도를 나타냈었고 오히려 반(反)혁명적 인사였지만 신군 안에서 비교적 군사를 알고 사병을 사랑한다는 소리를 들어왔다. 때문에 그가 나서면 각 성도 동조를 표시할 것이고 외국인들도 가볍게 보지 않을 것이라는 이유를 들어 추대되었다. 당시 리위안훙은 우창 봉기 당시 친구 집에 숨어있다 혁명군에게 들켜 할 수 없이 지휘관이 되었다. - 《중국근현대사: 근대중국 개혁과 혁명)(하)》 참고.